# Bertrandite
La bertrandite est une espèce minérale du groupe des silicates sous-groupe des sorosilicates, formée d'hydroxyde sorosilicate de béryllium de composition chimique : Be4Si2O7(OH)2 avec des traces : Al;Fe;Ca. Elle est pyroélectrique. Les cristaux, de faciès proche des tourmalines peuvent atteindre 5 cm .

## Inventeur et étymologie
Le découvreur est Charles Baret, pharmacien nantais, qui le premier a trouvé ce minéral dans les granulites de Petit-Port, à Nantes, en 1875. Les échantillons ont été confiés à Émile Bertrand, minéralogiste et ingénieur des mines français, pour une première analyse, en 1880. C'est Alexis Damour en 1883 qui en fait une description complète ; il en est l'inventeur et a dédié l'espèce à Émile Bertrand.

## Topotype
- Carrière Barbin et Petit-port, Nantes, Loire-Atlantique, France
- Les échantillons types sont déposés à l'école nationale supérieure des mines de Paris.

## Cristallographie
- Paramètres de la maille conventionnelle : {\displaystyle a} = 15,22 Å, {\displaystyle b} = 8,69 Å, {\displaystyle c} = 4,54 Å ; Z = 4 ; V = 600,47 Å3
- Densité calculée = 2,64 g cm−3

## Gîtologie
Elle est communément trouvée dans les pegmatites riches en béryllium et est en partie une modification du béryl. La bertrandite se produit souvent comme un remplacement pseudomorphique du béryl. Avec le béryl, elle forme le minerai du béryllium.

### Minéraux associés
Béryl, phénakite, herdérite, tourmaline, muscovite, fluorine, quartz.

## Gisements remarquables
- Brésil

Golconda mine, près  Governador Valadares, Minas Gerais
- États-Unis

Strickland quarry, Portland, Comté de Middlesex, Connecticut
Amelia, Comté d'Amelia, Virginie
Pala district, Comté de San Diego, Californie
- Italie

Val Vigezzo, Piémont
- Kazakhstan

Akchatau, Kara-Oba, et Kounrad
- Mexique

Sierra de Aguachile, Acuna, Coahuila,
- Namibie

Klein Spitzkopje